# Estadio Olímpico de Estocolmo
El estadio Olímpico de Estocolmo (en sueco: Stockholms Olympiastadion) es un estadio multipropósito ubicado en la ciudad de Estocolmo, capital de Suecia. Fue la sede principal de los Juegos Olímpicos de 1912.

## Historia

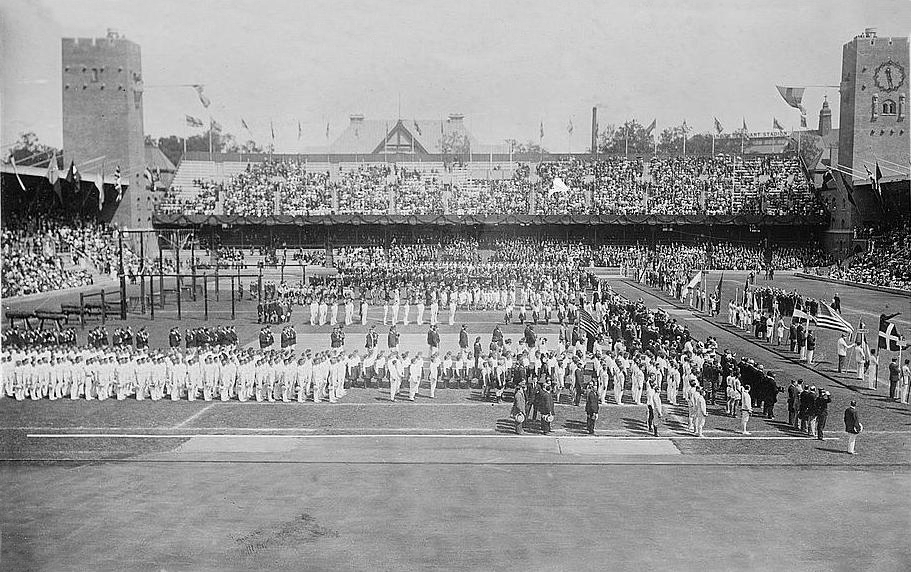
Inauguración de los Juegos Olímpicos en el Estadio Olímpico

Diseñado por el arquitecto sueco Torben Grut, comenzó su construcción en 1910, siendo inaugurado por el rey Gustavo V de Suecia en el año 1912, como sede de los Juegos Olímpicos de Estocolmo 1912. Ha sido usado para carreras de atletismo y partidos de fútbol, principalmente. Tiene una capacidad para 14 500 personas sentadas, y un total de más de 35 000 para conciertos.
El Estadio de Estocolmo tiene el honor de ser el lugar donde se han superado más récords de atletismo, con un total de 83.[cita requerida] Fue sede del equipo de fútbol Djurgårdens IF hasta el año 2013, donde se retiraron hacia el Tele2 Arena.
| Predecesor: White City Londres 1908  | Estadio Olímpico Estocolmo 1912                                  | Sucesor: Antwerper Olimpic Stadium Amberes 1920 |
| Predecesor: Loftus Road Londres 1908 | Estadio de la final del Torneo Olímpico de Fútbol Estocolmo 1912 | Sucesor: Antwerper Olimpic Stadium Amberes 1920 |

- Datos: Q727078
- Multimedia: Stockholms Olympiastadion / Q727078